# Northrop N-102 Fang
Northrop N-102 Fang je bil enomotorno reaktivno lovsko letalo, ki ga je leta 1953 Northrop predlagal Ameriškim letalskim silam.
Poganjal bi ga en turboreaktivni motor General Electric J79, razmišljali so tudi o uporabi dveh motorjev.Letalo je deloma vplivalo na razvoj Northrop F-5E